# إيدينا مينزيل
إيدينا كيم مينزيل (idina Kim menzel) من مواليد 30 مايو 1971 ممثلة ومغنية وكاتبة أغاني أمريكية وحائزة علي جائزة الغرامي. بدأت مسيرتها الاحترافية بعد أداءها لدور «مورين جونسون» (بالإنجليزية: moureen Jonson) في المسرحية الغنائية (بالإنجليزية: rent) والتي أقيمت في مسرح برودواي ونالت من خلال هذا الدور ترشيحا للفوز بجائزة توني (بالإنجليزية: tony award) سنة 1996 . كان فوزها بجائزة الغرامي متمثلا بأدائها في أغنية (بالإنجليزية: let it go) لفيلم الرسوم المتحركة الأمريكي الحائز بدوره علي الأوسكار «فروزين» (بالإنجليزية: frozen) .

## روابط خارجية
- إيدينا مينزيل على موقع IMDb (الإنجليزية)
- إيدينا مينزيل على موقع روتن توميتوز (الإنجليزية)
- إيدينا مينزيل على موقع ألو سيني (الفرنسية)
- إيدينا مينزيل على موقع ميوزك برينز (الإنجليزية)
- إيدينا مينزيل على موقع أول موفي (الإنجليزية)
- إيدينا مينزيل على موقع قاعدة بيانات برودواي على الإنترنت (الإنجليزية)
- إيدينا مينزيل على موقع قاعدة بيانات الأفلام السويدية (السويدية)
- إيدينا مينزيل على موقع إن إن دي بي (الإنجليزية)
- إيدينا مينزيل على موقع ديسكوغز (الإنجليزية)
- إيدينا مينزيل على موقع قاعدة بيانات الفيلم (الإنجليزية)